# Клецки, Пауль
Пауль Клецки (нем. Paul Kletzki, первоначально пол. Paweł Klecki; 21 марта 1900, Лодзь — 5 марта 1973, Ливерпуль) — польский и швейцарский дирижёр, композитор. Из семьи еврейского коммерсанта.
С 15 лет играл на скрипке в городском оркестре. Изучал философию в Варшавском университете, занимался скрипкой у Эмиля Млынарского и композицией у Юлиуша Вертхейма. В 1921 г. перебрался в Берлин, где его занятия дирижированием поддержал Вильгельм Фуртвенглер, предоставивший Клецки в 1925 г. возможность выступать с Берлинским филармоническим оркестром. В 1933 г. Клецки эмигрировал из Германии в Италию. В 1936 переехал в СССР, выступал с оркестром Ленинградской филармонии, в 1937–38 главный дирижёр Харьковской филармонии. В 1938 вернулся в Западную Европу, жил в Швейцарии (гражданство с 1947). Преподавал дирижирование в Лозаннской консерватории (с 1940 профессор), принимал участие в Люцернском музыкальном фестивале.
В послевоенные годы Клецки стал всемирно известным дирижёром. Репертуар состоял главным образом из произведений австро-немецких композиторов (в том числе, исполнял симфонии Малера);  значительное место в репертуаре Клецки занимала русская музыка XIX в. В 1954—1955 гг. Клецки возглавлял Ливерпульский филармонический оркестр, в 1958—1961 гг. Далласский симфонический оркестр, в 1964—1966 гг. Бернский симфонический оркестр, в 1966—1970 гг. Оркестр Романской Швейцарии.

## Сочинительство
В 1939 г. написал Третью симфонию, посвятив её жертвам нацизма; кроме неё, Клецки-композитору принадлежат два струнных квартета, соната для скрипки и фортепиано, другие симфонические и камерные сочинения. В 1942 г. Клецки прекратил сочинять; по его словам, нацизм разрушил его дух и волю к творчеству.